# 다케나카 레이
다케나카 레이(일본어: 武仲 麗依, 1992년 5월 18일 ~ )는 일본의 여자 축구 선수이다.

## 구단 경력
나데시코 리그, WE리그의 INAC 고베 레오네사, 베갈타 센다이에서 활동했다.

## 국가대표팀 경력
그녀는 2012년 FIFA U-20 여자 월드컵에 참가할 일본 U-20 국가대표팀에 발탁되었다.
그녀는 2015년 EAFF 여자 동아시안컵에 참가할 일본 국가대표팀에도 발탁되었다.